# Glycaspis seriata
Glycaspis seriata är en insektsart som beskrevs av Moore 1961. Glycaspis seriata ingår i släktet Glycaspis och familjen rundbladloppor. Inga underarter finns listade i Catalogue of Life.